# Istvánffy Gyula (néprajzkutató)
Istvánffy Gyula (Miskolc, 1863. november 20. – Miskolc, 1921. február 12.) polgáriskolai tanár, etnográfus, népmesegyűjtő, költő. 

## Élete
Római katolikus kispolgári családban született. Apja, Istvánffy György (1822–1880), kereskedő, anyja, Lang Jozefa (1840–1918) volt. A gimnázium négy alsó osztályát szülővárosában, az V. és VI. osztályt az egri cisztercitáknál, a hetediket ismét Miskolcon végezte. 1880. szeptember 8-án a minorita rend növendékei közé lépett, és egy évet mint novícius Nyírbátorban töltött. Ugyanazon idő alatt magánúton az érettségi vizsgára készült és azt a rend provinciálisának kívánságára a miskolci református gimnáziumban tette le. 
1881. augusztusban Nagyenyedre küldték elemi iskolai tanítónak; innét 1882. július 4-én, elhagyva a papi pályát, egy ideig a pénzügyi fogalmazói pályára készülvén, a nagyenyedi magyar királyi adófelügyelőségnél dolgozott. 1883-ban Budapestre ment, és 1886-ig az állami pedagógiumban a nyelv- és történettudományi szakcsoportból polgári iskolákra oklevelet nyert. Azután 1887–88-ban Parádon nevelősködött, és ezalatt főleg a palóc nép életének tanulmányozásával foglalkozott. 1888. szeptember 8-án a liptószentmiklósi állami polgári iskolához nevezték ki a latin nyelv tanárának. 1890. októbertől titkára a Magyarországi Kárpát-egyesület liptói osztályának, 1894-től titkára a liptószentmiklósi magyar társalgókörnek; 1895. januártól az ottani magyar daláregyesületnek alelnöke. 1908-tól a miskolci polgári leányiskola igazgatója volt.
1892. január 9-én feleségül vette Márki Gabriellát (*Nagyszalonta, 1869. szeptember 18.–†Budapest, 1943. november 19.), aki  tanár és író volt. Istvánffy Gyuláné Márki Gabriella szülei Márki István (1842–1885), királyi tábla pótbíró és Linde Márta voltak. Az apai nagyszülei Márki János (1812–1892), uradalmi tiszttartó, Bihar vármegye virilis bizottsági tagja, és Zay Julianna (1817–1876) voltak. Istvánffy Gyuláné elnöke volt a Szociális Misszió miskolci iskolai szervezetének, valamint a Keresztény Nôi Táborpártnak, alelnöke az országos legitimista Magyar Nôk Szentkorona Szövetségének, valamint tagja a Katholikus Háziasszonyok Országos Egyesületének is. Istvánffy Gyuláné Márki Gabriella egyik elsőfokú unokatestvére, dr. sarkadi Márky-Zay Lajos (1885–1962), jogász, az Országgyülési Gyorsiroda főnöke, aki 1917. június 15-én nemességet szerzett IV. Károly magyar királytól, valamint az engedélyt, hogy édesanyja, Nuszbek Sándorné Márki Mária leánykori vezetéknevét, valamint anyai nagyanyja, Márki Jánosné Zay Julianna leánykori vezetéknevét viselhesse "Márki-Zay" alakként; egyben a  "sarkadi" nemesi előnevet is megszerezte adományban. Istvánffy Gyuláné Márki Gabriella egyik nagybátyja, Márki Sarkad János, gyulai közjegyző, 1913. augusztus 27.-én nemességet, családi címert és a "sarkadi" nemesi előnevet szerezte meg adományban I. Ferenc József magyar királytól.

## Írásai
Költeményeket írt a következő lapokba: Miskolcz (1881–82.), Miskolczi Emléklapok, Borsodmegyei lapok (1886–87), Budapest (1881. Füredy Ottó álnév alatt is), a Nagy-enyedi Közérdek (1881–84. Cserkesz álnév alatt is), Magyar Korona (1882), Borsod-Miskolczi Közlöny (1883), Tata és Vidéke (1883). Képes Családi Lapok (1883), Urambátyám (1886. Istokfy álnév alatt is), Eger (1887–93), Hasznos Mulattató (1888), Felvidéki Hiradó (1889–92), Liptó (1892–93. Gócsi Muki álnév alatt); erdélyi leveleket a Miskolczba (1881), fürdői leveleket az Egerbe (1887–88); elbeszéléseket, tárcákat a Leány Világba (1886–87), a Magyar Ifjuságba (1887) Ethnographiai, földrajzi és egyéb cikkeket, meséket és palóc népköltési adatokat írt a Turisták Lapjába (1890−92), az Ethnographiába (1890. Egy török és egy palócz népmese rokonsága, Egy kis adalék a palócz nép babonáihoz, 1891. Palócz találós mesék, Bethlehemi pásztorjáték a mátraalji palóczoknál, 1892. Adatok a palócz nép babonáihoz, 1894. Mátraalji palócz lakodalom, Mátravidéki palócz szokások, Ujabb adalékok a palóczok néprajzához, Felvidéki tót babonák, 1895. Palócz babonák és gyermekjátékok 1896. A borsodi matyó nép élete), a Nemzetbe (1891. márc. 6.), az Egyetértésbe (1891. máj. 31.), az Egerbe (1892–93), a Borsodmegyei Lapokba (1886), a Felvidéki Hiradóba (1890), az Én Ujságomba (1892–93), a Magyar Nyelvőrbe (1894–95. Palócz népnyelvi adatok), a Liptóba (1894. 36. sz. Palócz néprajzi tanulmányok) és az Ethnolog. Mittheilungenbe (1887–89).

## Munkái
- Palócz mesék a fonóból. Liptó-Szent-Miklós, 1890. (Ism. 1891: Budapesti Hirlap, Egyetértés, Főv. Lapok, Ethnographia sat.)
- A palóczok «barbonczása» Budapest, 1890. (Különnyomat a Turisták Lapjából)
- A diósgyőr-hámori völgy. Budapest, 1891. nyolcz képpel. (Különny. a Turisták Lapjából)
- Juhászélet a Liptói havasokon. Budapest, 1892. (Kül. ny. a Turisták Lapjából)
- Adatok a palócz nép babonáihoz. Budapest, 1892. (Kül. ny. az Ethnographiából)
- Palócz babonák és temetkezési szokások. Budapest, 1892. (Kül. ny. a Turisták Lapjából)
- A palócz néprajzi tanulmányok. Budapest, 1894. (Kiadta a m. néprajzi társaság. Ism. Egyetértés, M. Hirlap, Magyarország, Pesti Hirlap sat.)
- Az alacsony Tátra hegységei. Budapest, 1895. hat képpel. (Kül. ny. a Turisták Lapjából)
- Palóc népköltési gyűjtemény. Miskolc, 1963